# Żydzi w parlamencie II Rzeczypospolitej

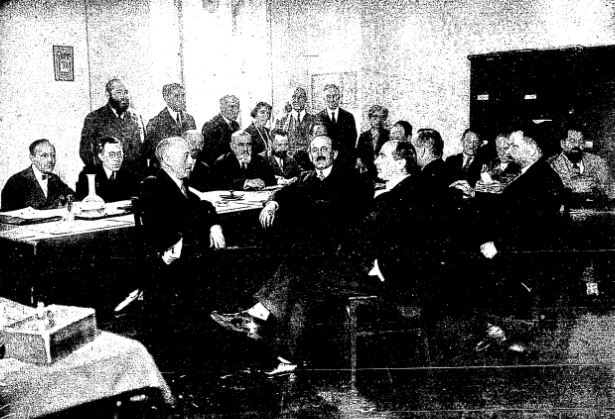
Parlamentarny klub żydowski podczas Sejmu I kadencji

## Parlament I kadencji (1922–1927)
W wyniku niekorzystnej ordynacji wyborczej w 1922 roku znaczna część środowisk żydowskich postanowiła wystartować do parlamentu I kadencji w bloku z innymi ugrupowaniami mniejszościowymi. Według porozumienia stojącego u podstaw powołania Bloku Mniejszości Narodowych partie żydowskie miały otrzymać 1/4 mandatów uzyskanych przez koalicję.
W wyniku sukcesu wyborczego Bloku (drugie miejsce w skali kraju, 16% poparcia i 66 mandatów w sejmie ogółem) w sejmie zasiadło 35 przedstawicieli środowisk żydowskich – w większości reprezentantów syjonistów i ortodoksów. Ponad połowa z nich wybrana została z listy BMN, poza syjonistami galicyjskimi startującymi z osobnej listy.
Gorsze wyniki uzyskały pozostałe, startujące samodzielnie, stronnictwa żydowskie:
- Zjednoczone Stronnictwa Narodowo-Żydowskie Małopolski Wschodniej – 15 mandatów
- Związek Narodowo-Żydowski Zachodniej Małopolski (Syjoniści Zachodniej Małopolski) – 2 mandaty
- Ogólnożydowski Związek Robotniczy w Polsce (Bund) – 0 mandatów
- Żydowski Demokratyczny Blok Ludowy (Fołks-Partaj) – 1 mandat

Ogółem ugrupowania te zdobyły razem 4,6% głosów (18 mandatów).
Na tak korzystny wynik mniejszości żydowskiej wpływ miał m.in. (poza skuteczną agitacją) bojkot wyborów przez środowiska ukraińskie, w wyniku którego jeden głos żydowski we Lwowie czy Stanisławowie posiadał silniejszą moc.
Z syjonistów ogólnych do sejmu wybrano z b. Kongresówki m.in. Izaaka Grünbauma, Maksymiliana Hartglasa, Jerzego Rosenblatta i Jakuba Wygodzkiego.
Partię Mizrachi reprezentowali: Samuel Brot, Joszua Farbstein, Szymon Feldman, Moszek Helman i Abraham Lewinsohn. Jako niezależni mandat uzyskali Ignacy Schiper i Salomon Weinzieher, a z ortodoksów w ławach poselskich zasiedli Eliahu Kirszbraun, Lejb Mincberg, Lejzor Sirkis i Majer Szapira. Mandat objął również Wacław Wiślicki jako reprezentant kupców żydowskich.
Galicję Wschodnią reprezentowało 13 posłów, wśród nich Leon Reich, Róża Melcerowa, Abraham Insler, Henryk Rosmarin i Emil Sommerstein (syjoniści), Szymon Federbusch, Bernard Hausner (Mizrachi), z małopolskich ortodoksów do sejmu dostał się jedynie Aaron Lewin. W Galicji Zachodniej do sejmu wybrano jedynie syjonistę Ozjasza Thona.
Klęskę ponieśli startujący w opozycji do bloku fołkiści, spośród których posłem został tylko Noach Pryłucki.
Do parlamentu nie dostali się także przedstawiciele lewicowego Bundu.
Wybrani parlamentarzyści przystąpili do Żydowskiego Klubu Parlamentarnego, liczącego 34 posłów. Jedynie Pryłucki stanął na czele jednoosobowego koła Żydowskiej Partii Ludowej.
Żydowski Klub Parlamentarny w latach 1922-27 uznać trzeba za jeden z bardziej elitarnych klubów poselskich: 36 parlamentarzystów legitymowało się wykształceniem wyższym, 17 z nich było prawnikami.
W izbie wyższej Żydów reprezentowali Markus Braude i Mojżesz Koerner (syjoniści), a z ortodoksów Lejb Kowalski i Izaak Rubinsztejn.

## Parlament IV i V kadencji (1935–1938)
Środowiska żydowskie długo zastanawiały się nad startem w wyborach 1935 roku. Spowodowane to było nową ordynacją wyborczą uchwaloną w lipcu 1935 roku. Zmniejszała ona liczbę posłów o połowę, a system wyborczy zmieniała z proporcjonalnego na większościowy. W przeciwieństwie do Ukraińców i Białorusinów, którzy zamieszkiwali zwarte terytoria, ludność żydowska była rozproszona i wybór choć kilku reprezentantów do sejmu stał, w wyniku nowego prawa, pod znakiem zapytania.
Większość środowisk żydowskich zdecydowała się jednak kandydować w wyborach zbojkotowanych przez opozycję (do bojkotu przyłączyli się jedynie komuniści, fołkiści oraz "Bund"). Wzięli w nich udział syjoniści, ortodoksi, a także prosanacyjny Związek Żydów Uczestników Walk o Niepodległość Polski (ZŻUWoNP).
Do sejmu udało się Żydom wprowadzić pięciu przedstawicieli, do senatu żadnego, ale dwóch senatorów mianował prezydent Mościcki. W izbie niższej zasiedli Wacław Wiślicki (reprezentujący Centralny Związek Kupców Żydowskich, wybrany w Warszawie), Lejb Mincberg (Łódź, poparty przez ortodoksów i ZŻUWoNP), Emil Sommerstein (Lwów, syjonista), Izaak Rubinsztejn (Wilno, poparty przez "Mizrachi").
Ignacy Mościcki mianował do senatu Jakuba Jankiela Trockenheima i Mojżesza Schorra. O ile pierwszy reprezentował syjonizm, wybór drugiego był gestem w stronę środowisk nastawionych na asymilację.
Po śmierci Wacława Wiślickiego w 1936 roku zastąpił go w sejmie Joszua Gotlieb (przegrał w 1935 r. z Wiślickim jednym głosem).
W parlamencie posłowie żydowscy stworzyli Żydowskie Koło Parlamentarne, na czele którego (aż do wybuchu wojny) stał Emil Sommerstein.
Sejm IV kadencji stał się areną ostrych sporów światopoglądowych, zwłaszcza o miejsce Żydów w państwie polskim. Część obozu sanacyjnego (np. Bogusław Miedziński) zaczęła po śmierci Piłsudskiego przejmować hasła endeckie. Obecność środowisk żydowskich w Sejmie łagodziła ostrze wymierzonych w nich praw, np. udało się znacznie okroić i opóźnić uchwalenia ustawy o zakazie uboju rytualnego.
Ważnym punktem sporu z polską większością stała się też nowa ustawa o obywatelstwie, na mocy której próbowano zatamować emigrację Żydów z III Rzeszy.

## Wybory 1938 roku

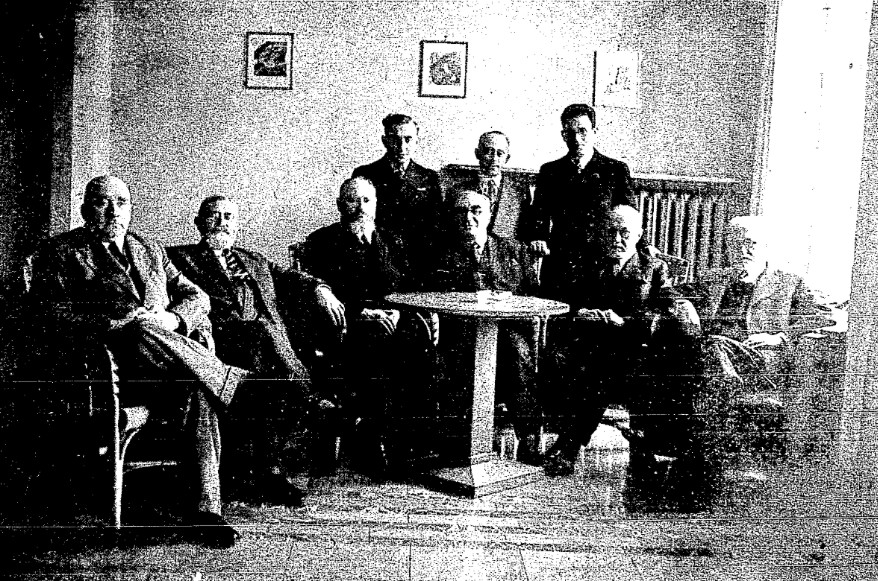
Koło Żydowskie w parlamencie V kadencji

Wybory 1938 roku były testem spójności społecznej II RP, środowiska mniejszości nie mogły więc sobie pozwolić na ich bojkot, narażając się na oskarżenia o brak lojalności wobec państwa. Wynik wyborów z 1935 roku był na tyle zachęcający (ponad 12% miejsc dla mniejszości), że na bojkot zdecydowały się znów jedynie środowiska związane z lewicą.
Żydzi znów wprowadzili do sejmu pięciu przedstawicieli: Emila Sommersteina (kandydował ponownie we Lwowie), Salomona Seidenmana i Jankiela Trockenheima (startowali w tym samym "żydowskim" okręgu w Warszawie – Dzielnica Północna), Ignacego Schwarzbarta (Kraków) i ponownie Lejba Jakuba Mincberga (Łódź).
Na senatorów prezydent powołał Izaaka Rubinsztejna i Zdzisława Żmigrydera-Konopkę.